# Singapore Airlines
A Singapore Airlines (IATA-kódja: SQ, ICAO-kódja: SIA, hívójele: SINGAPORE) a szingapúri nemzeti légitársaság, központja a Szingapúr-Changi repülőtér. A Skytrax ranglistáján négyszer, a Travel & Leisure amerikai utazási magazinban pedig több mint 20 éven keresztül szerepelt mint a világ legjobb légitársasága.
A Singapore Airlines vállalatcsoportnak több mint 20 leányvállalata van. Ezek között van a SIA Engineering Company, amely olyan vállalatokkal együttműködve mint a Boeing és Rolls-Royce karbantartó feladatokat lát el, a Singapore Airlines Cargo, amely kargófuvarozást biztosít, és a Scoot, amely diszkont légitársaság.
A Singapore Airlinesnál állt szolgálatba az Airbus A380, a világ legnagyobb utasszállító repülőgépe, valamint a Boeing 787–10-es és az Airbus A350–900 ultra hosszú távú változata is.

## Történet
A Singapore Airlines története 1947. május 1-én a Malayan Airways Limited elődtársaság bejegyzésével kezdődött, amelyet az Ocean Steamship Company of Liverpool, a Straits Steamship Company of Singapore és az Imperial Airways közösen alapított. Első járatát még a regisztráció előtt, április 2-án üzemeltette charterjáratként a brit gyarmati Szingapúr és Kuala Lumpur között. Menetrend szerinti járatok május 1-én indultak Szingapúrból Kuala Lumpurba, Ipohba és Pinangba. Ezeket a járatokat két Airspeed Consul típusú kéthajtóműves géppel üzemeltették. A Malayan Airways Limited az 1940-es évek fennmaradó részében és az 1950-es években egyre inkább terjeszkedett, 1957-ben pedig nyilvánosan működő részvénytársasággá vált. Az Airspeed Consulon kívül az első két évtizedben színeiben Douglas DC–3-asok és DC–4-esek, Vickers Viscountok, Lockheed L–1049-esek, Bristol Britanniák, de Havilland Comet 4-esek és Fokker F27-esek repültek.
Miután 1963. szeptember 16-án Malájföld, Szingapúr, Sabah és Sarawak megalapították a Maláj Államszövetséget, a cég nevét Malaya Airwaysról Malaysian Airwaysre változtatták.1966-ban Szingapúr függetlenedett és kivált az államszövetségből, így a cég nevét újra megváltoztatták Malaysia-Singapore Airlinesra. 1967-ben a cég gyors növekedésen esett át, megkapta első Boeing repülőgépét, egy Boeing 707-est, és befejezte Szingapúrban egy új toronyház cégközpont építését. Új járatok indultak Ázsián kívülre is, így Ausztráliában Perthbe és Sydneybe, és Európában Rómába, Londonba, Athénba, Zürichbe és Frankfurtba.
1972. október 1-ével a Malaysia-Singapore Airlines feloszlott, helyét a Singapore Airlines és a Malaysian Airlines System vette át. A szétválásnak stratégiai okai voltak, mivel Szingapúr a nemzetközi, Malajzia pedig a belföldi járatok fejlesztésére akart összpontosítani. A Singapore Airlines kapta meg az elődcég hét Boeing 707-es és a cégváltás évében forgalomba állított öt Boeing 737–100-asát. 1973-ban a több nemzetközi járat indításához szükséges első Boeing 747–200-as is forgalomba állt, elsőként a Szingapúr-Hongkong-Tajpej-Tokió útvonalon, amivel a Singapore Airlines lett a Jumbo Jetet üzemeltető első délkelet-ázsiai légitársaság.

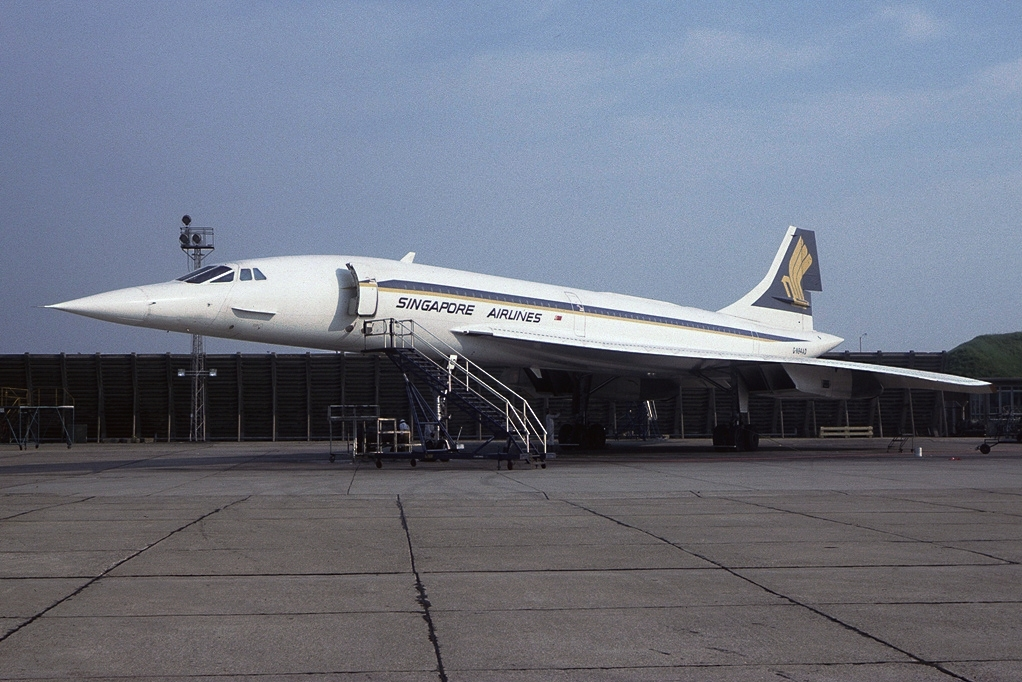
Concorde a Singapore Airlines színeiben, London-Heathrow-i repülőtér, 1979

1977. december 9-től a British Airways és a Singapore Airlines közösen üzemeltetett egy Concorde-t a London–Bahrein–Szingapúr útvonalon. A Concorde a British Airwaysnél volt bejegyezve G-BOAD lajstromjellel, bal oldalán a Singapore Airlines, jobb oldalán pedig a British Airways színeiben. A malajziai kormány a gép okozta hangrobbanás miatti panaszaira reagálva a járatot azonban mindössze 4 nap után, december 13-án felfüggesztették, később pedig a malajziai és indiai kormányok tiltakozása következtében csak 1979. január 24-én indították újra a két ország légterét kikerülve. Az egyre csökkenő forgalom és növekvő fenntartási költségek miatt az újraindítás is rövid életű volt: az utolsó járatra 1980. november 1-én került sor.
A társaság Szingapúr–New York járata kétszer is volt a világ leghosszabb repülőjárata. Először 2004 és 2013 között üzemeltették Airbus A340–500-asokkal Szingapúr és New York Newark repülőtére között, majd 2018-tól újra Airbus A350–900-asokkal.

### Airbus A380
A Singapore Airlines 2000. szeptember 29-én adta le rendelését 10 darab Airbus A3XX-re (az A3XX volt az A380-as akkori neve), további 15 opcióval. Negyedik légitársaságként az Emirates, Air France és az ILFC után tett így. Az eredeti tervek szerint a Singapore Airlines lett volna a típust először üzemeltető légitársaság 2006 második negyedévében, a leszállítás időpontja azonban a tervezés és gyártás során felbukkanó technikai problémák miatt többször is csúszott, először 2006 novemberére, később 2007 első felére, végül 2007 októberére. A késés miatt a Singapore Airlines perrel fenyegette meg az európai repülőgépgyártót. A típus végül a világon elsőként 2007. október 25-én Singapore Airlines SQ 380-as járatszámmal Singapore és Sydney között teljesített szolgálatot, menetrend szerinti forgalomba pedig október 28-án állt. Szolgálatba állásától 2007 októberében 2023 decemberéig a szingapúri A380-asok a londoni, tokiói, párizsi, hongkongi, Melbourne-i, zürichi, Los Angeles-i, New York-i (Frankfurton keresztül), aucklandi, Újdelhi, sanghaji, Sydney-i és mumbai járatokon teljesítettek szolgálatot.

## Flotta
| Airbus A350–900    | 56  | 2  | – | 42 | 24 | 187 | 253 | A típus legnagyobb üzemeltetője |  |  |
| Airbus A350–900    | 56  | 2  | – | 40 | –  | 263 | 303 | A típus legnagyobb üzemeltetője |  |  |
| Airbus A350–900ULR | 7   | –  | – | 67 | 94 | –   | 161 | Egyetlen üzemeltető a világon |  |  |
| Airbus A380–800    | 12  | –  | 6 | 78 | 44 | 343 | 471 | A típus első üzemeltetője a világon. Az eredeti flotta 19 gépből állt. Jelenlegi tervek szerint legalább 2029–2032-ig szolgálatban maradnak |  |  |
| Boeing 737–800     | 9   | –  | – | 12 | –  | 150 | 162 | Korábbi SilkAir gépek |  |  |
| Boeing 737 Max 8   | 16  | 13 | – | 10 | –  | 144 | 152 | Korábbi SilkAir gépek |  |  |
| Boeing 777–300ER   | 26  | –  | 4 | 48 | 28 | 184 | 264 | 3 öregebb gépet kivonnak a forgalomból |  |  |
| Boeing 777–9       | –   | 31 | – | –  | –  | –   | –   | Szolgálatba állás várhatóan 2025-től |  |  |
| Boeing 787–10      | 21  | 10 | – | 36 | –  | 301 | 337 | Első üzemeltető |  |  |
| Összesen           | 146 | 71 |   |    |    |     |     | |  |  |